# Dom pogrzebowy przy ul. Piekarskiej 99 w Bytomiu
Dom pogrzebowy przy ul. Piekarskiej 99 (niem. Zentralleichenhalle) – dom pogrzebowy z kaplicą z 1933 roku w Bytomiu, wpisany do rejestru zabytków nieruchomych województwa śląskiego.

## Historia
Obiekt został wzniesiony przez gminę Bytom na działce po fragmencie linii Kolei Prawego Brzegu Odry wykorzystywanej do 1931 roku (odcinek Bytom–Szarlej). Projektantem budynku był prawdopodobnie architekt Brück. Prace budowlane prowadziła firma W. Gemkow & Juretko (konstrukcja dachowa została wykonana przez bytomskie przedsiębiorstwo M. Mlinarik) od maja 1933 roku, w listopadzie urządzano wnętrza, a oddanie obiektu do użytku nastąpiło 7 lutego 1934 roku.
służył jako komunalny dom pogrzebowy. Po II wojnie światowej obiekt nadal pozostawał komunalnym domem pogrzebowym. W latach 90. XX wieku przeprowadzono kapitalny remont. Budynek użytkuje zakład pogrzebowy Firma Walicki co najmniej od 1999 roku. 27 lutego 2013 roku obiekt został wpisany do wojewódzkiego rejestru zabytków nieruchomych (nr. rej.: A/300/13).

## Architektura
Budynek wolno stojący na planie zbliżonym do litery L o powierzchni użytkowej 700 m² (pierwotnie 605 m²) i kubaturze 4300 m³ (lub 4360 m³), murowany z czerwonej cegły klinkierowej w stylu funkcjonalizmu (lub późnego modernizmu). Składa się z dwóch skrzydeł: części biurowej z 11-arkadowym podcieniem oraz wyższej bryły kaplicy (sali obrzędowej, niem. Einsegnungshalle) i wieży. W niższej części znajdowały się: przechowalnia zwłok, pomieszczenia dla duchownych i lekarza, biuro i pomieszczenie na zwłoki dzieci. Elewacje ceglane, bez zdobień. Pierwotnie dach był pokryty ceramiczną dachówką. Przed budynkiem reprezentacyjny dziedziniec otoczony zielenią. Od północy znajdowało się dobudowane mieszkanie dla zarządcy obiektu. Wokół budynku powstało murowane ogrodzenie przed końcem 1934 roku.
Kompleks był nowoczesny: dysponował chłodnią w suterenie wyłożonej płytkami ceramicznymi, prosektorium oraz pomieszczeniem na trumny, był wyposażony zachowaną do dziś windę z 1934 roku berlińskiej firmy Carl Flohr A.G. i połączenie z kaplicą.